# Thursday
Thursday (anglicky Thursday Island) je ostrov v Torresově průlivu náležící do oblasti Tropického Queenslandu v Austrálii. Ostrov se nachází v lokalitě Velkého bariérového útesu. Leží v dohledu pevniny na špici poloostrova Cape York mezi ostrovy Prince of Wales, Hammond a Horn.

## Zajímavosti
- Ostrovu se též říká (Sink of the Pacific), (Žumpa Pacifiku) vysloužil si ji podle velkého počtu rozličných lidí, kteří sem zavítali v souvislosti s lovem perel.
- Místní mu říkají Waiben (Žíznivý ostrov) kdysi poukazovalo na dostupnost pitné vody.
- Na ostrově se pořádají slavnosti Coming of the Light vždy 1. července při zápasech místní ragbyové ligy.